# Irianjaya impiger
Irianjaya impiger là một loài ruồi trong họ Asilidae. Irianjaya impiger được Wulp miêu tả năm 1872.